# Novocynodon
Novocynodon es un género extinto de cinodonte thrinaxodóntido de Mediados del Pérmico de Rusia. Se han descubierto fósiles en el distrito de Alexandrovsky, Óblast de Oremburgo. La especie tipo y única especie es Novocynodon kutorgai.